# Phytoecia erythrocnema
Phytoecia erythrocnema är en skalbaggsart som beskrevs av Lucas 1849. Phytoecia erythrocnema ingår i släktet Phytoecia och familjen långhorningar.
Artens utbredningsområde är:
- Frankrike.
- Portugal.

Inga underarter finns listade i Catalogue of Life.